# Хендерсон (Невада)
Хендерсон (енгл. Henderson) други је по величини град (иза Лас Вегаса) америчке савезне државе Невада. По попису из 2006. године има 240.614 становника.

## Демографија
По попису из 2010. године број становника је 257.729, што је 82.348 (47,0%) становника више него 2000. године.
|                   | 2010.            | 2000.            |
| Укупно            | 257 729 (100,0%) | 175 381 (100,0%) |
| Белци             | 177 039 (68,69%) | 137 174 (78,21%) |
| Хиспаноамериканци | 38 377 (14,89%)  | 18 785 (10,71%)  |
| Азијати           | 18 614 (7,222%)  | 6 983 (3,982%)   |
| Афроамериканци    | 13 142 (5,099%)  | 6 590 (3,758%)   |
| Остали            | 10 557 (4,096%)  | 5 849 (3,335%)   |